# Aleksandar Vučić

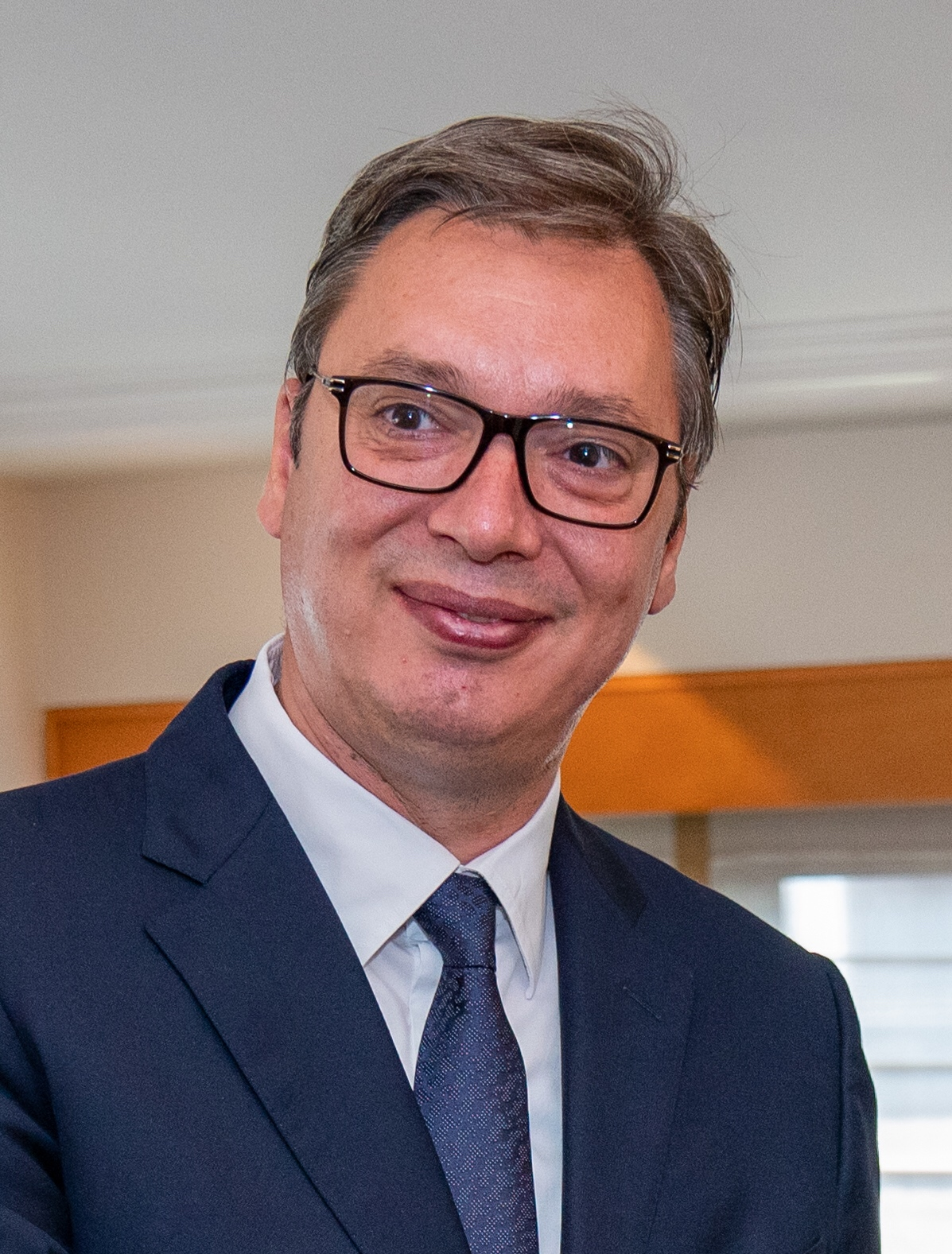
Aleksandar Vučić (2019)

Aleksandar Vučić (serbisch-kyrillisch Александар Вучић; * 5. März 1970 in Belgrad, SFR Jugoslawien) ist ein serbischer Politiker. Er ist seit 2017 amtierender Präsident Serbiens und ehemaliger Vorsitzender der Serbischen Fortschrittspartei.
Von 1993 bis 2008 war Vučić Mitglied der Serbischen Radikalen Partei, für die er von 1998 bis 2000 serbischer Informationsminister unter Präsident Slobodan Milošević war. Im Jahr 2008 wurde er Mitglied der Serbischen Fortschrittspartei, deren Parteivorsitzender er von 2012 bis 2023 war. Von 2012 bis 2013 war er Verteidigungsminister und von 2012 bis 2014 Erster Stellvertreter des Ministerpräsidenten, ab April 2014 dann serbischer Ministerpräsident.

## Frühes Leben, Familie und Bildung
Vučić wurde 1970 in Belgrad als Kind von Anđelko und Angelika Vučić, geborene Milovanov, geboren. Die Vorfahren seiner Eltern kamen aus Čipuljić in der Nähe von Bugojno im heutigen Bosnien und Herzegowina. Sie wurden während des Zweiten Weltkrieges vom Ustascha-Regime vertrieben und ließen sich in Belgrad nieder, wo Vučićs Vater geboren wurde. Vučićs Großvater väterlicherseits wurde mitsamt seinen engen Verwandten von den Ustascha getötet. Seine Mutter kommt aus Bečej in der Vojvodina. Beide Eltern waren Wirtschaftsabsolventen; sein Vater arbeitete als Ökonom, seine Mutter als Journalistin.
Seine frühen Jahre verbrachte er in Novi Beograd, wo er die Branko-Radičević-Grundschule besuchte. In Zemun beendete er das Gymnasium.
Vučić studierte Rechtswissenschaften an der Universität Belgrad und schloss als einer der besten Studenten seines Jahrgangs ab. In Brighton, England, lernte er Englisch und arbeitete dort als Kaufmann. Nach der Rückkehr nach Jugoslawien arbeitete er als Journalist in Pale und interviewte unter anderem Radovan Karadžić und spielte Schach mit Ratko Mladić. Als junger Erwachsener war Vučić Anhänger des Fußballclubs Roter Stern Belgrad, zu dessen Spielen er oft im Stadion war; im Zagreber Maksimir-Stadion war er beim Spiel Dinamo Zagreb gegen Roter Stern Belgrad anwesend, das wegen der gewalttätigen Ausschreitungen oft als Startpunkt der Konflikte in Jugoslawien angesehen wird.
Vučić ist in zweiter Ehe mit der serbischen Journalistin Tamara Dukanovic verheiratet und hat drei Kinder.

## Politische Karriere
1993 trat er der Serbischen Radikalen Partei (SRS), die mit ihrer ultranationalistischen Ideologie ein Großserbien mit den Grenzpunkten Virovitica, Karlovac und Karlobag anstrebt, bei und wurde im selben Jahr erstmals als Abgeordneter in die Serbische Nationalversammlung gewählt. 1995 wurde er Generalsekretär der SRS. Nachdem seine Partei 1996 die Lokalwahlen im Belgrader Stadtteil Zemun gewonnen hatte, wurde er der Direktor der Pinki-Halle, einem Sport- und Kulturzentrum in Belgrad.

### Bosnienkrieg
Vučić arbeitete von 1992 bis 1993 während des Bosnienkrieges als Reporter beim Propaganda-Fernsehkanal „Channel S“ der bosnischen Serben in Pale.
Er drohte im Belgrader Parlament 1995 damit, dass man für jeden getöteten Serben hundert Muslime umbringen werde.

### Kroatienkrieg
1995 stattete Aleksandar Vučić als Parlamentarier der SRS kurz vor der Operation Sturm (Oluja) der okkupierten kroatischen Stadt Glina einen Besuch ab. Dabei grüßte er „ein heldenhaftes Volk, das schon im Sommer 1991 gegen eine angebliche Ustascha-Macht Aufstand leistete“. Damals beschuldigte Vučić Slobodan Milošević der Loyalität zu westlichen Staaten, da Milošević gewillt war, den Vance-Owen-Friedensplan anzunehmen.
Dazu sagte er noch: „Nikada Srpska Krajina, nikada Glina neće biti hrvatska! Nikada Banija neće nazad u Hrvatsku!“ – Wörtliche Übersetzung: „Niemals wird die Serbische Krajina, niemals wird Glina kroatisch (beziehungsweise Kroatien) sein. Niemals wird die Banija (auch Banovina) nach Kroatien zurückkommen!“

### Informationsminister (1998–2000)
Im März 1998 wurde er in das Kabinett von Mirko Marjanović als Informationsminister berufen. Aufgrund der immer stärker werdenden Missgunst über Slobodan Milošević führte Vučić Strafgelder für regierungskritische Journalisten ein und verbot ausländische Fernsehsender.
Während Vučićs Amtszeit wurden die serbischen Medien oft dafür kritisiert, nationalistische Propaganda zu verbreiten, die ethnische Minderheiten verteufelte und serbische Gräueltaten gegen ebendiese legitimierte. Am 23. April 1999 bombardierte die NATO im Rahmen des Kosovokrieges das Gebäude des Serbischen Rundfunks, wobei 16 Menschen starben. Die NATO-Führung legitimierte diese Operation dadurch, dass zum einen das Kontroll-, Befehls- und Kommunikationsnetzwerk der jugoslawischen Streitkräfte gestört werden müssten und dass zum anderen der Serbische Rundfunk einen großen Anteil an der Propaganda habe, die gegen die kosovarische Bevölkerung hetze.

### Von der SRS zur SNS
Er führte ab 2003 zusammen mit Tomislav Nikolić die Serbische Radikale Partei (SRS), die sich gegen die internationale Justiz und jegliche Annäherung an die Europäische Union wendet. Die Partei gewinnt an Einfluss, wenn die Unzufriedenheit mit der amtierenden Regierung wächst, die in interne Konflikte verstrickt und unfähig ist, die wirtschaftliche Lage des Landes zu verbessern.
Tomislav Nikolić, stellvertretender Vorsitzender der Serbischen Radikalen Partei und in Zeiten der Abwesenheit Vojislav Šešeljs der Interimspräsident der Partei, trat am 6. September 2008 wegen eines Streites mit Šešelj über die Mitgliedschaft Serbiens in der EU zurück. Mit einigen anderen bekannten Mitgliedern der SRS gründete Nikolić die neue Fraktion Vorwärts Serbien (Напред Србијо/Napred Srbijo), weswegen sie laut Beschluss des Präsidiums der SRS am 12. September 2008 offiziell aus der SRS ausgeschlossen wurden. Vučić erschien zu dieser Präsidiumsversammlung nicht, obwohl er als Generalsekretär Teil des Präsidiums war.
Jahrelang verteidigte Aleksandar Vučić die bosnisch-serbischen Führer, die während des Konflikts von 1992 bis 1995 der Gräueltaten beschuldigt wurden.

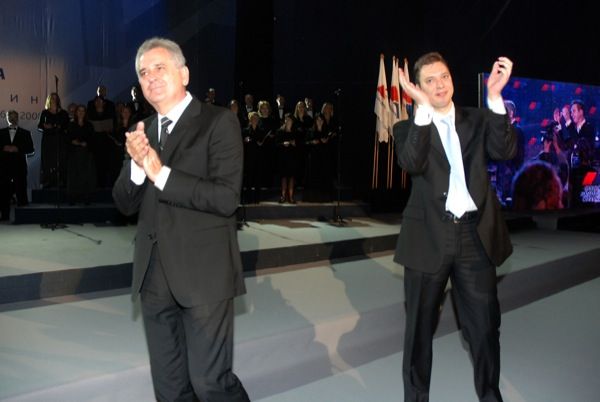
Vučić zusammen mit Nikolić auf dem Gründungsparteitag der SNS

Nikolić kündigte an, seine eigene Partei zu gründen, und forderte Vučić auf beizutreten. Dieser, als einer der Führungspersönlichkeiten der SRS, verkündete am 14. September 2008 seinen Rücktritt und erklärte am darauffolgenden Tag seinen Rückzug aus der Politik. Dennoch gab Vučić am 6. Oktober 2008 in einem Fernsehinterview bekannt, er habe vor, der von Nikolić neu gegründeten Serbischen Fortschrittspartei beizutreten. Er werde der stellvertretende Präsident der Partei sein. Im Anschluss daran änderte er grundlegend seine Position, vor allem in Bezug auf die serbische nationale Frage. Im Hinblick auf das Massaker von Srebrenica sprach er von einer „grausamen Untat“, er schäme sich dessen, was die Serben gemacht hatten. In einem Interview mit der AFP sagte er, er habe sich geirrt und sei stolz darauf, seine politischen Positionen diesbezüglich geändert zu haben.
Um als Präsident Serbiens zu kandidieren, trat Nikolić am 24. Mai 2012 vom Posten des Parteichefs zurück. Nachdem Vučić bis zum Parteitag der SNS am 29. September 2012 Interimspräsident der Partei gewesen war, wurde er von der Partei zusammen mit Jorgovanka Tabaković als Stellvertreterin als Parteichef bestätigt.

### Verteidigungsminister und Erster Stellvertreter des Ministerpräsidenten (2012–2013)

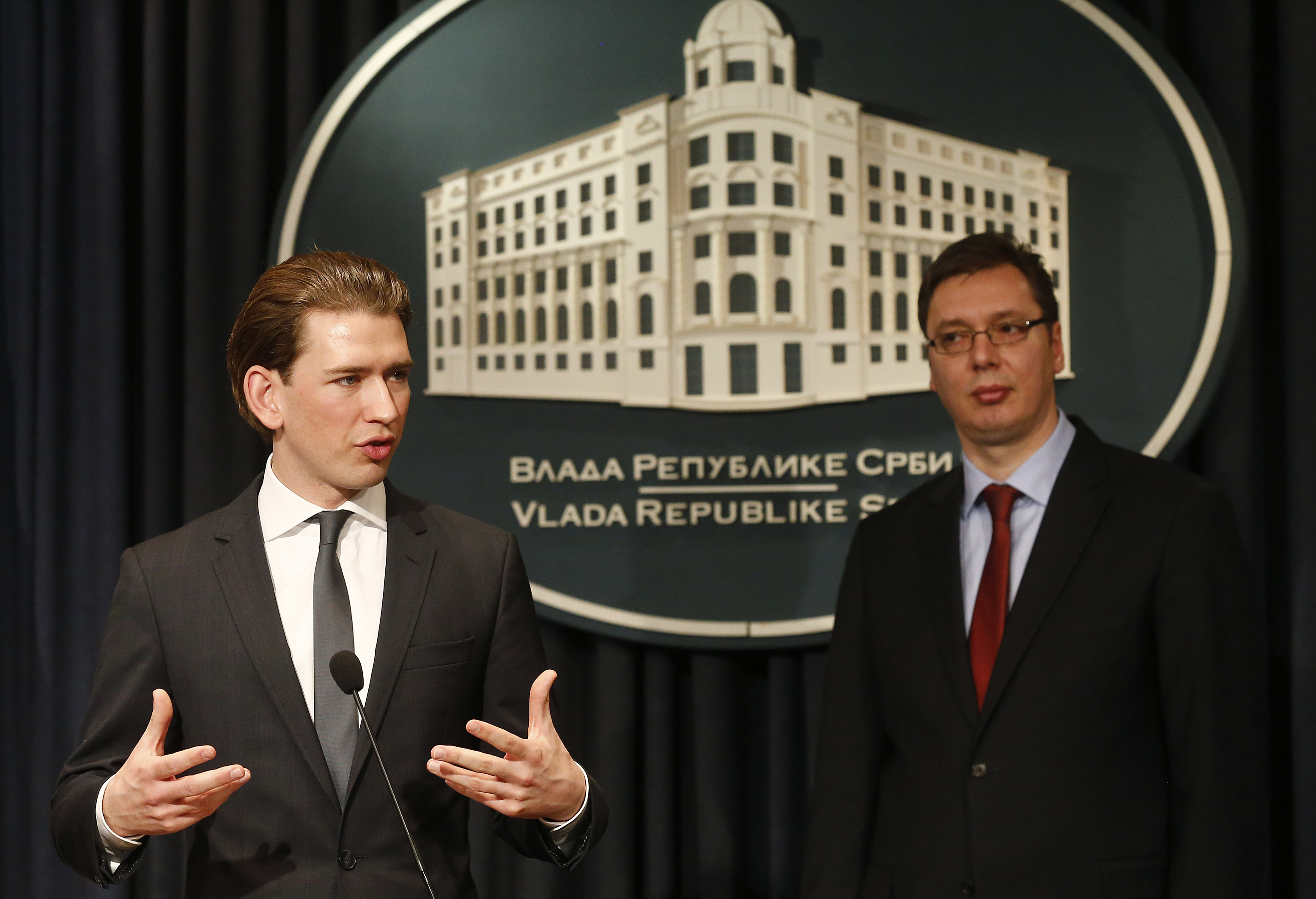
Vučić mit dem österreichischen Außenminister Sebastian Kurz 2013 in Belgrad

Kurzzeitig war Vučić Verteidigungsminister und Erster Stellvertreter des Ministerpräsidenten als Nachfolger von Ivica Dačić vom 27. Juli 2012 bis zum 2. September 2013. Auch wenn Vučić im Kabinett des Ministerpräsidenten Dačić, der de jure als Regierungschef die meiste Macht innehatte, nur Stellvertreter war, wurde er von vielen Beobachtern als die mächtigste Person der Regierung gesehen, weil er der Parteichef der SNS war, die in der Koalition und im Parlament die Mehrheit hatte.

### Ministerpräsident (2014–2017)

#### Parlamentswahl 2014
In Folge der Parlamentswahl in Serbien 2014 gewann die SNS mit Vučić als Spitzenkandidaten eine absolute Mehrheit, sie errang 158 von 250 möglichen Sitzen der Skupština und bildete eine Koalition mit der Sozialistischen Partei Serbiens mit ihm als Ministerpräsidenten.
Unter politischen Beobachtern löste sein Aufstieg Besorgnis aus, da er als Populist, Ultranationalist und Unterstützer des Kriegstreibers Slobodan Milošević galt. Für seinen Amtsantritt kündigte er notwendige Reformen und eine Sparpolitik (auf Empfehlung des IWF) an.

### Präsident (seit 2017)
Die Präsidentschaftswahl in Serbien 2017 fand am 2. April 2017 statt. Da Ministerpräsident Aleksandar Vučić bereits im ersten Wahlgang mit 55 Prozent eine absolute Mehrheit erhielt, war eine Stichwahl am 16. April nicht notwendig. Die Amtseinführung von Vučić ins Präsidentenamt fand schließlich am 31. Mai 2017 statt, er trat die Nachfolge von Tomislav Nikolić an. Die Vereidigungszeremonie fand am 23. Juni 2017 statt.
Obwohl laut serbischer Verfassung der Präsident kein weiteres Amt innehaben dürfte, setzte sich Vučić darüber hinweg, indem er weiter Vorsitzender der Serbischen Fortschrittspartei blieb.
Er setzt die bereits von seinen Vorgängern begonnenen neoliberalen Reformen fort, insbesondere in Bezug auf das Arbeitsgesetzbuch.
Der Angriff mit einer Eisenstange auf einen Oppositionsführer im November 2018 diente als Auslöser für mehrwöchige Proteste gegen die Regierung in vielen Städten des Landes. Die Oppositionsparteien beschlossen, die Parlamentswahlen im Jahr 2020 zu boykottieren, und gaben an, gegen die autoritäre Staatsführung zu protestieren. Das politische System Serbiens wird von Analysten als ein „wettbewerbsorientiertes autoritäres System“ bezeichnet. Laut Dusan Spasojevic, Professor für Politikwissenschaft an der Universität Belgrad, „haben wir einen Wettbewerb, aber die Protagonisten sind nicht gleichberechtigt“. Die serbischen Medien stehen in der Regel der Regierungspartei nahe und Angestellte des öffentlichen Sektors werden dazu angehalten, für die Regierungspartei zu stimmen. Die US-amerikanische Organisation Freedom House ist der Ansicht, dass Serbien keine Demokratie mehr ist, sondern ein „hybrides Regime“. Im Juli 2020 wurde ein Gesetz zur Einschränkung der Aktivitäten von NGOs und unabhängigen Medien verabschiedet.
Im Zuge der Covid-19-Pandemie in Serbien verhängte Vučić Ende April 2020 (nach zuvor erklärten Ausgangssperren) ohne Parlamentsentscheidung den Notstand; ob er dadurch einen Verfassungsbruch beging, ist umstritten. Anfang Juni 2020 wurden die Restriktionen umfassend gelockert.
Laut veröffentlichten Dokumenten US-amerikanischer Geheimdienste hat die serbische Regierung unter Vučić, im Widerspruch zur offiziellen politischen Haltung, Waffen an die Ukraine zur Selbstverteidigung im Krieg gegen Russland gesendet oder serbischen Waffenlieferungen an die Ukraine insgeheim zugestimmt. Im Jahr 2024 zeigte sich Vučić bezüglich Serbiens Waffenexporte relativ transparent; so bestätigte er, dass seine Regierung sowohl an Russland als auch an NATO-Mitgliedstaaten Waffen und Munition verkauft. Vučić stellte die Rüstungsexporte als Teil eines angeblichen wirtschaftlichen Aufschwungs Serbiens dar.

## Politische Ausrichtung
Laut Süddeutscher Zeitung vom 18. Mai 2008 galt er als „als gelehriger Schüler des Kriegshetzers“ und Gründers der Serbischen Radikalen Partei (SRS), Vojislav Šešelj, welcher sich später wegen Kriegsverbrechen vor dem Internationalen Strafgerichtshof für das ehemalige Jugoslawien verantworten musste.
Die FAZ stufte ihn als einstigen Rechtsradikalen ein, welcher die heutigen serbischen Rechtsradikalen weitgehend marginalisiert hat.

## Vorwurf der medialen Manipulation und Zensur
Mitte 2014 zeigten sich Journalistenverbände über die Medienfreiheit in Serbien besorgt. Dabei wurde Vučić als Ministerpräsident scharf kritisiert. So gebe es im Lande beinahe keine Opposition mehr. Des Weiteren wird berichtet, dass „die Boulevardpresse wie ein Schlaghammer der Regierung“ ist, der „Rufmord an Regimegegnern begeht“, und dass es kaum regimekritische Massenmedien gäbe, da sich Vučić über staatliche Institutionen stellen würde. Die in Serbien bekannte Journalistin Jovana Gligorijević äußerte sich ebenfalls besorgt und sagte, dass „die Redefreiheit sehr wohl bedroht sei, denn Websites wurden neulich blockiert, Blogs entfernt und Blogger festgenommen“, wofür Gligorijević indirekt Vučić verantwortlich machte. Sie beklagte, dass es sich in allen Fällen um regimekritische Inhalte handle und dass es auf der anderen Seite in der Tagespresse kaum regimekritische Artikel gebe, was zur Selbstzensur führe. Die Situation verschärfte sich, als die Beauftragte für Medienfreiheit der OSZE, Dunja Mijatović, den serbischen Regierungschef schriftlich auf die „Unterdrückung der Medien“ aufmerksam machte. Vučić erwiderte im Jahr 2015, dass viele Vertreter der internationalen Gemeinschaft, ausländische Botschafter sowie die OSZE eine Kampagne gegen ihn führen würden, „weil Serbien gegen Russland keine Sanktionen wegen der Ukrainekrise verhängen will“ und dass eine Unterdrückung der Medien „Quatsch“ sei. Zusätzlich wies er darauf hin, dass meistens jene Journalisten über mangelnde Pressefreiheit klagen würden, „die am freiesten mit ihren Beleidigungen und ihren erfundenen Geschichten sind“. Stand 2023 übt der serbische Staatsapparat unter Präsident Aleksandar Vučić als größter Geldgeber und Werbekunde den bedeutendsten Einfluss auf serbische Medien aus. So wird in vielen serbischen Medien Stimmung gegen die Europäische Union und pro Russland gemacht.
Die Medien in Serbien sind bis auf wenige verbliebene Ausnahmen ganz auf ihn ausgerichtet. Der serbische Medienunternehmer Goran Veselinović und der Oligarch Željko Mitrović (über TV Pink) betreiben eine ausschließlich positive Berichterstattung über Vučić. Als zwei der wenigen verbliebenen unabhängigen Zeitungen sind das liberale Belgrader Blatt „Danas“ und die Wochenzeitung „Vreme“ zu nennen. Im Fernsehen sind das serbische Programm der „Deutschen Welle“ und „N1“ die wenigen Medien, die auch kritisch berichten und zudem Vučićs Gegner zu Wort kommen lassen. Die sieben größten Tageszeitungen Serbiens erschienen zum Abschluss der Wahlkampagne Vučićs mit identischer Titelseite – den Initialen „A“ und „V“ sowie dem Wahlkampfslogan: „Schneller. Stärker. Besser. Serbien. Wählt Vucic!“

## Mögliche Verbindungen zu organisierter Kriminalität und Hooligans
Der Regierung Vučić wurde Verbindungen zu der kriminellen Gang der Principi nachgesagt, welche sich 2013 aus Teilen der Fangruppierungen des Fußballvereins Partizan Belgrad gebildet haben. Einige Mitglieder der Gruppe dienten als angeheuerte Schläger bei Vucics Amtseinführung als Präsident im Jahr 2017, wo sie Journalisten angriffen. Vučićs Sohn Danilo wurde mehrfach mit Mitgliedern der Gruppierung fotografiert, darunter auch mit Veljko Belivuk. Der Principi-Anführer Veljko Belivuk wurde 2019 verhaftet und u. a. wegen fünffachen Mordes angeklagt. Vor Gericht gab er an, für die Regierung Vučić die "Schmutzarbeit" erledigt zu haben. In Serbien soll die Regierung Kriminelle und Hooligans gezielt für ihre eigenen Interessen eingesetzt haben.
Während der Fußball-Europameisterschaft 2024 soll sich Vučićs Sohn Danilo an Schlägereien in der Innenstadt von Gelsenkirchen beteiligt haben.